# Pri Miklušovej väznici
De Pri Miklušovej väznici is een straat gelegen in het oude centrum Staré Mesto van de stad Košice (Slowakije). Ze begint in het westen bij de Kováčská-straat en eindigt in het oosten aan de Hrnčiarská-straat. De steeg heeft een zeer beperkte lengte van slechts 65 meter en draagt de huidige naam sedert 1960. Ze is volledig voorbehouden aan voetgangers. 

## Benaming
De Pri Miklušovej väznici (vertaald: Buurt van de Mikluš-gevangenis) is genoemd naar het plaatselijke cachot, gelegen aan huisnummer 10, rechtover de Calvinistische kerk. 
In het verleden had de straat verscheidene namen, die veelal verwezen naar deze gevangenis :
- in het Duits (tot 1909):
  - Gemöllte Gasse (Chagrijnig steegje),
  - Büttlgass, Püttlgass, Büttelgasse (alle: Gevangenisstraat);
- in het Hongaars:
  - Tömlőcz utca (Gevangenisstraat),
  - Calvin tér (Calvijnplein) (in 1911 en 1912),
  - Kálvin tér (Calvijnplein) (1920 tot 1938 en ook in 1941),
- in het Slowaaks:
  - Kalvínovo (Calvijnstraat),
  - Kalvínske námestie (Calvijnplein) (1927 en 1936),
  - Jezuitská (Jezuïetenstraat),
  - Kalvínova ulica (Calvijnstraat),
  - Kalvínovo námestie (Calvijnplein) (1920 tot 1938, 1947-1948 en 1958),
  - Pri Miklušovej väznici (Buurt van de Mikluš-gevangenis) (vanaf 1960).

## Naamwijziging
De Slowaakse Christelijk Gereformeerde Kerk ondernam initiatieven om deze straat te hernoemen als "Námestie Jána Kalvín" (vertaald: Johannes Calvijnplein). In 2009 diende ze daarvoor een verzoek in. Als argument werd aangehaald dat  -zowel in de Hongaarse als in de Slowaakse taal- een dergelijke naam in het verleden reeds van toepassing is geweest.
De stedelijke nomenclatuurcommissie stemde niet in met de voorgestelde wijziging.

## Illustraties

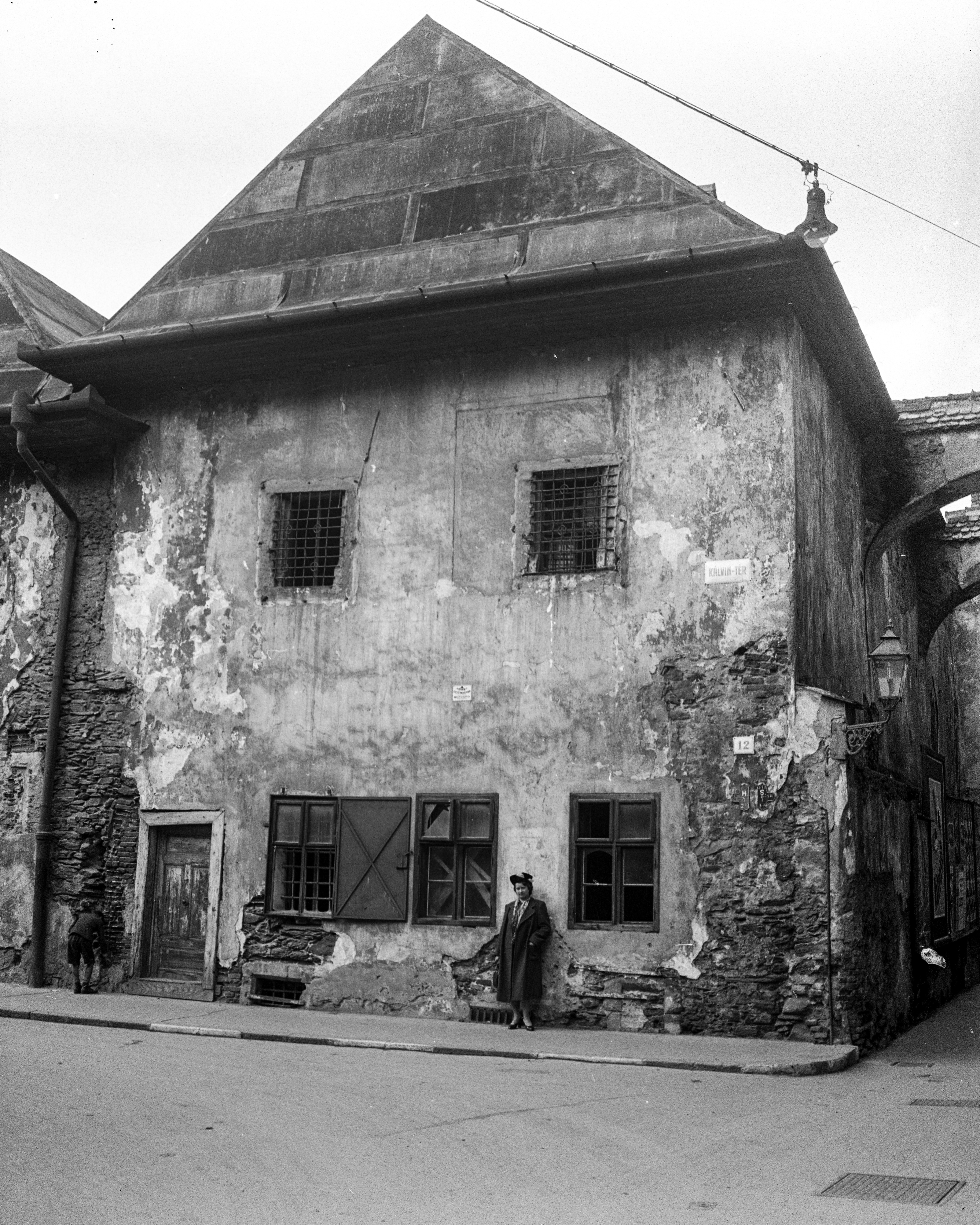
De gevangenis van Mikluš omstreeks de 1e helft van de 20e eeuw.
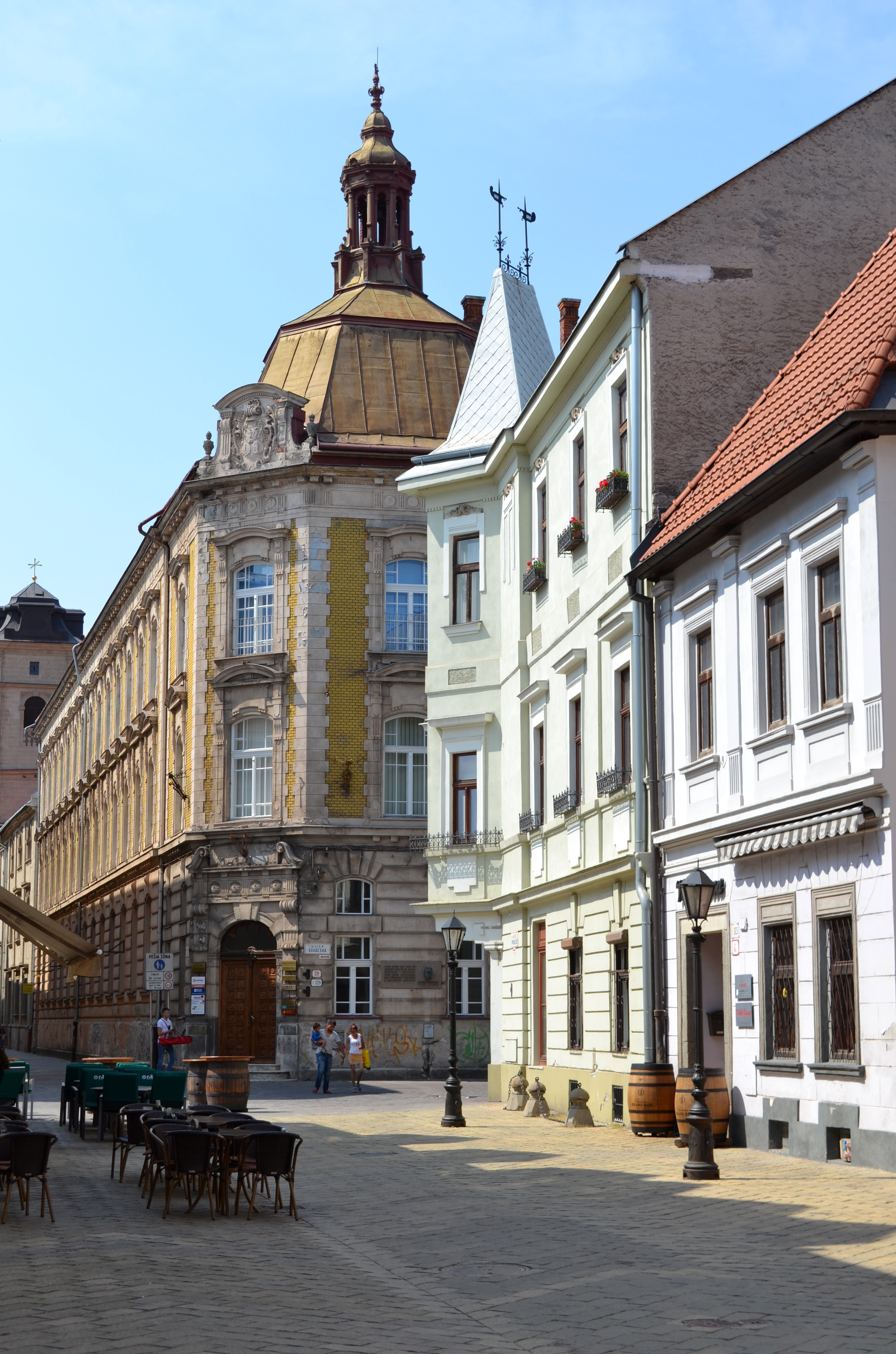
Hoek van de "Pri Miklušovej väznici" en de "Kováčska ulica".
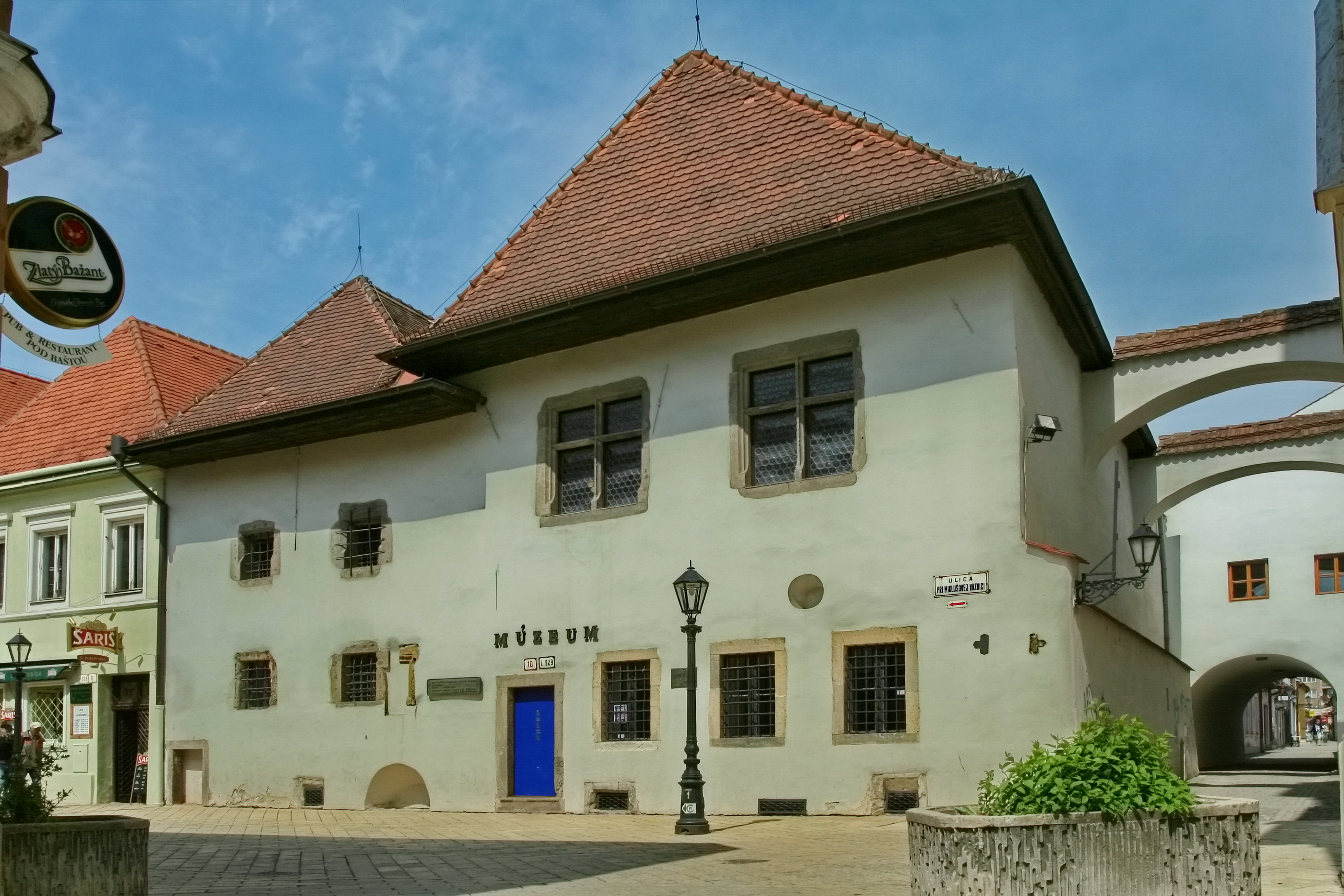
De gevangenis van Mikluš is anno 2022 ingericht als museum.

## Externe koppeling
Landkaart - Mapa